# Odontites alshehbazianus
Odontites alshehbazianus är en snyltrotsväxtart som först beskrevs av Dönmez och Mutlu, och fick sitt nu gällande namn av A.Fleischm. och Heubl. Odontites alshehbazianus ingår i släktet rödtoppor, och familjen snyltrotsväxter. Inga underarter finns listade i Catalogue of Life.